# Paratriaenops pauliani
Paratriaenops pauliani es una especie de murciélago de la familia Pteropodidae. Es endémica de Aldabra, en las islas Seychelles, que se encuentra al norte de Madagascar. Está amenazada por ser una especie de distribución muy restringida.